# Sindang (metropolitana di Seul)
Sindang (신당역 - 新堂譯, Sindang-yeok ) è una stazione della metropolitana di Seul di interscambio fra la linea 2 e la linea 6 della metropolitana di Seul. La stazione si trova nel quartiere di Jung-gu, nel centro di Seul.

## Linee
Seoul Metro
● Linea 2 (Codice: 206)
 SMRT
● Linea 6 (Codice: 635)

## Struttura
Entrambe le linee sono sotterranee. La linea 6 è dotata da un marciapiede a isola con due binari passanti centrali, e la linea 2 da due marciapiedi laterali, designati come "circolare interna" e "circolare esterna", essendo quest'ultima una linea circolare. Tutte e due le linee hanno porte di banchina.
Linea 2
| Circ. interna | ● Linea 2 | per Wangsimni, Seongsu, Geondae-ipku e Jamsil                  |
| Circ. esterna | ● Linea 2 | per Euljiro 3-ga, Sicheong, Chungjeongno, Hapjeong e Wangsimni |

linea 6
| Direzione Eungam     | ● Linea 6 | per Itaewon, Gongdeok, Digital Media City e Eungam |
| Direzione Bonghwasan | ● Linea 6 | per Dongmyo-ap, Seokgye, Taereung e Bonghwasan     |

## Stazioni adiacenti
| «                                 | Servizio | »             |
| Linea 2                           | Linea 2  | Linea 2       |
| --------------------------------- | -------- | ------------- |
| Dongdaemun History & Culture Park | -        | Sangwangsimni |
| Linea 6                           |          |               |
| Cheonggu                          | -        | Dongmyo-ap    |